# Geoffrey Taylor
Geoffrey Barron Taylor (4. februar 1890 – 25. april 1915) var en canadisk roer som deltog i de olympiske lege 1908 i London.
Taylor vandt to bronzemedaljer i roning under Sommer-OL 1908 i London. Han var med på den canadiske otter som besejrede en norsk otter i kvartfinalen men som tabte i semifinalen til en britisk båd som senere vandt i finalen. Han kom også på en tredjeplads i fire uden styrmand sammen med Gordon Balfour, Becher Gale og Charles Riddy.